# Roger Alexander
Roger Alexander (River Sallee, 13 novembre 1981) è un ex calciatore anglo-verginiano, di ruolo attaccante.

## Carriera

### Club
Ha giocato nel proprio paese con Valencia e Rangers.

### Nazionale
Ha esordito in Nazionale nel 2004.